# China Taipéi en los Juegos Olímpicos de Sapporo 1972
China Taipéi (Taiwán) estuvo representada en los Juegos Olímpicos de Sapporo 1972 por cinco deportistas masculinos que compitieron en dos deportes.
El equipo olímpico no obtuvo ninguna medalla en estos Juegos.